# Kuğuköy, Çatalzeytin
Kuğuköy là một xã thuộc huyện Çatalzeytin, tỉnh Kastamonu, Thổ Nhĩ Kỳ. Dân số thời điểm năm 2008 là 49 người.